# Андріс Спрудс
Андріс Спрудс (латис. Andris Sprūds, 13 липня 1971 Лієпая) — латвійський дослідник зовнішньої політики, викладач і політик. Професор Ризького університету Страдіня, депутат 14 Сейму і міністр оборони Латвійської Республіки. Представляє партію «Прогресисти».

## Біографія
У 1997 році здобув ступінь магістра з історії Центральної Європи в Центральноєвропейському університеті в Будапешті. 1998 року — ступінь магістра політології в міжнародних відносинах в Латвійському університеті, в 2005 році захистив докторський ступінь з політології в Університеті Ягайлі (Краків, Польща), а також навчався в Колумбійському, Джонса Гопкінса, в Оксфордському та Упсальському університетах. Навчався у Норвезькому інституті міжнародних відносин та Японському інституті економіки енергетики в різних сферах, пов’язаних з енергетичною безпекою та політикою в Регіоні Балтійського моря. Вивчав внутрішню та зовнішню політики пострадянських країн, а також трансатлантичні відносини.
Був членом Консультативної ради Інституту зовнішньої політики Латвії та багаторічним директором.

## Політична активність
1 жовтня 2022 року Спрудса було обрано на 14 парламентських виборах в Латвії до Сейму зі списку «Прогресивної» партії, не будучи її членом. Працює в Сеймі в комісіях закордонних справ і європейських справ. 24 листопада 2022 року обраний головою Комісії з європейських справ Сейму. 2023 року вступив до партії «Прогресисти».
15 вересня 2023 року обраний міністром оборони в кабінеті міністрів Евікаса Сілінаса.